# روايات بارون ترامب
روايات بارون ترمب (بالإنجليزية:Baron Trump novels) هي روايتان للأطفال كتبتا في عام 1889 و 1893 من قبل الكاتب والمحامي الأمريكي إنجرسول لوكوود ولقد ظلت الروايتين غامضتين حتى عام 2017، عندما لاقت اهتمام كبير من وسائل الإعلام لأوجه التشابه الموجوده بين بطل الروايتان والرئيس الأمريكي دونالد ترمب.

## قصة الرواية وعلاقتها بالرئيس الأمريكي دونالد ترمب
تبدأ الرواية بمغادرة بارون ترمب وهو الشخصية الرئيسية أو بطل الروايتين وكلبه الرائع بولغار برحلة المغامرات حيث يغادر ترمب وكلبه «قلعة ترمب» في رحلة لاستكشاف عالم تحت الأرض لإثبات نظرية أن الأرض ليست صلبة - وربما في ذلك إشارة إلى عالم الرأسمالية الهش- وإنما هي مسكونة بالناس الذين يعانون تحت الأرض من «اضطرابات فظيعة».
كان الصبي ترمب قد علم بهذه النظرية من خلال المخطوطة التي قدمها له والده وهي بعنوان «عالم داخل العالم» والتي تعود للقرن الخامس عشر، وقد كتبت بقلم مفكر شهير وفيلسوف يُدعى دون فوم.
لكن قبل أن يغادر ترمب قلعته مقرراً الشروع برحلته الرائعة تحت الأرض، كان والد ترمب يُشير إلى «دون فوم على أنه مستشار موثوق به» مُذكرا بشعار عائلة ترمب «إن الطريق إلى المجد محفوف بالمزالق والمخاطر».
بينما يذهب بارون ترمب للبحث عن بوابة «عالم داخل العالم» تقوده بذلك مخطوطة دون فوم ليصل إلى جبال الأورال في روسيا، وهكذا يستدل بارون ترمب وكلبه من قبل دون فوم إلى روسيا، وبما أن كل ما نتحدث عنه خيال رائع –ربما من قبيل المصادفة- إلا أن الكتاب الثالث «الرئيس الأخير» ل لوكوود يجعل الجميع في شك وحيرة من أمرهم نظراً لأن الأمور تصبح مرتبطة ارتباطاً مباشراً بأيامنا هذه.
«منصة شيكاغو، يُفترض، في الواقع، أنها شكل الدعاية الأسطورية. حيث تمثل تهديداً لتفكيك وتدمير الوطنيين» هذا الاقتباس مأخوذ من خطاب غاريث هوبارت العلني لقبوله كمرشح عن الجمهوريين في 10 أيلول عام 1896 ويمكن أن يخدم كافتتاحية لكتاب نُشر أيضاً عام 1896 من قبل إنغرسول لوكوود، والكتاب حمل عنوان «1900أو الرئيس الأخير»، وتم ختمه وأرشفته من قبل مكتبة الكونغرس في 28 أيلول، أي بعد أسبوعين فقط من خطاب هوبارت.
تبدأ رواية الرئيس الأخير بتاريخ 3 تشرين الثاني عام 1896، في مدينة نيويورك مع إعلان الرئيس المنتخب حديثاً للولايات المتحدة أو الرئيس الأخير، وهو مرشح خارجي يمثل "الرجل العادي" الذي سيحرر الناس من قبضة المصرفيين" "ويبطل الأعمال السيئة لسنوات الاتحاد غير المقدس بين المقايضين والمتاجرين بجهد البشر وصناع قانون الأرض".
تصف الصفحة الأولى من الكتاب مدينة نيويورك وهي تغرق في حالة من الفوضى والاضطرابات بسبب الإعلان، مع صراخ رجال الشرطة في الشوارع ومطالبتهم للناس "الزموا منازلكم، أغلقوا أبوابكم بالمتاريس.
الجانب الشرقي بأكمله يعج بالفوضى والضجة، نظمت الغوغاء بشكل كبير بقيادة الفوضويين والاشتراكيين، وهم يهددون بنهب وتدمير منازل الأغنياء الذين ظلموهم على مدى سنوات عديدة ". في إشارة إلى أن ترمب هو آخر رئيس للولايات المتحدة.
الغريب في الأمر أن أعمال الشغب التي تحدث عنها الكتاب تتقدم باتجاه ساحة ماديسون؛ وكما نقرأ في الكتاب «فإن فندق فيفث أفينيو سيكون أول من سيشهد ويشعر بغضب الغوغاء. هل ستكون القوات متواجدة هناك في الوقت المناسب لحمايته؟». وفقاً لمجلة نيوزويك في عددها الصادر في تموز 2017، هناك العديد من الصلات التي تبدو مقنعة، مثل وضع الرواية الروسية متمثلة بشخصية تحمل اسم «دون» و«فندق فيفث أفينيو» –الجادة الخامسة- في القرن التاسع عشر في نيويورك حيث يقف ترمب تاور حالياً.
هناك العديد من النظريات التي طفت على الانترنت بخصوص هذه الرواية الخيالية الرائعة ومدى تقاطعها وعلاقتها بعائلة ترمب، البعض يقولون أن بارون ترمب هو نفسه المؤلف لوكوود الذي سافر عبر الزمن ليكتب عن مغامراته، والبعض الآخر يعتقد أن ستيف بانون البالغ 50 عاماً هو نفسه ترمب الأب وكانا يسافران معاً، بينما يعتقد آخرون «نحن جميعاً بارون وبارون هو كل واحد منا» والبعض يعتبرأنه يمكن مقارنتها مع ما يجري في عام 2017، ما يطرح السؤال التالي: هل دونالد ترمب مسافر عبر الزمن؟ هذا ما كشفت عنه ربما تلك الكتب التي نشرت منذ أكثر من قرن من الزمن وتلقى اهتماماً بسبب علاقتها وصلتها الغامضة جداً بعائلة ترمب، مع ذلك لم نتمكن من الكشف عن أي دليل يثبت أن باستطاعة دونالد ترمب وعائلته الوصول إلى آلة الزمن.

## روابط خارجية
توقعات كاتب من القرن التاسع عشر بقدوم ترمب وسقوط أميركا موقع قناة العالم، نشر في 8 أغسطس 2017 ودخل في 22 أبريل 2018.